# Археологічна культура
Археологі́чна культу́ра — сукупність матеріальних пам'яток, які належать до однієї території та епохи, і мають спільні риси.

## Загальний опис
Існує кілька визначень:
1. Археологічна культура — термін, уживаний для позначення спільності (комплексу) подібних між собою археологічних пам'яток, що належать до одного часу й поширені в певній місцевості.
2. Археологічна культура — стійка сукупність типів археологічних решток, об'єднаних спільною територією, які змінюються та розвиваються у взаємозв'язку. Оскільки археологічна культура змінюється в часі й просторі, розрізняють її «локальні варіанти» та «хронологічні етапи».

Археологічна культура — фундаментальне поняття археологічної науки. З одного боку, воно дає змогу впорядкувати археологічні джерела, локалізувавши їх у просторі й часі, з другого — прокладає місток між археологічними джерелами та їхніми творцями.
Немає сумніву, що за археологічними культурами стоять певні спільноти — народи чи групи споріднених народів. Це надзвичайно важливо для стародавньої історії, котра має справу з дописемним періодом. «Німа» історія неначе починає говорити, набуває певної конкретності, а анонімні спільноти, що лишили певні археологічні культури, отримують, хай умовну, назву. Тому виділення археологічних культур становить підґрунтя для розв'язання найрізноманітніших проблем давньої історії: способу господарювання, соціального устрою, етнокультурної специфіки спільнот. Зіставлення матеріалів різних археологічних культур дає змогу відтворити певною мірою етногенез окремих народів, їхні господарські зв'язки, міграційні процеси тощо.
Подібність археологічних пам'яток простежується за різними рисами, наприклад, за формами та оздобленням посуду, прикрасами, прийомами домобудування та оформленням інтер'єру осель, поховальними звичаями тощо. Про поширення тих чи тих археологічних комплексів у межах певних територій почали говорити в XIX столітті; для означення таких комплексів користувалися різними термінами: культурна група, культурна провінція, культурний ареал, просто культура тощо. Термін «археологічна культура» широко входить у науку наприкінці XIX — початку XX століть. Відтоді він стає головним для означення археологічних комплексів. Саме в першій половині XX століття виділено більшість археологічних культур.

## Археологічні культури
Назви археологічних культур умовні, мають різну природу, найчастіше культури називають за якою-небудь відмінною ознакою:
- форми або орнаменту кераміки й прикрас, наприклад, культура воронковидних кубків, кулястих амфор, лійчастого посуду, багатоваликової (багатопружкової) кераміки тощо;
- обряду поховання (наприклад, три археологічні культури доби бронзи виділені В. Городцовим на початку XX століття дістали назву за типами поховальних споруд — ямна, катакомбна та зрубна тощо;
- за назвою місцевості, де були вперше знайдені найтиповіші пам'ятки даної культури, наприклад, трипільська, зарубинецька, черняхівська культури — назви походять від назв сіл на Київщині та Черкащині, де наприкінці XIX — початку XX століть здійснював активні розкопки старожитностей Вікентій Хвойка.

Археологічні культури, з погляду етнічної належності, можуть належати:
- конкретній етнічній групі (іноді вдається зв'язати певну археологічну культуру з відомими з письмових джерел племенами),
- групі племен, з важливим впливом одного або декількох з них (у подібних соціальних і географічних умовах могли незалежно виникнути подібні явища в побуті й матеріальній культурі різних племен),
- частині етнічної групи, що мала інші природні умови, близьке сусідство або тісні зв'язки з іншим племенем (або племенами), з іншою культурою (культурами) тощо.

Окремі елементи культури можуть також запозичитися через поширення ідей або переселення народу, носія цієї культури. Вивчення виникнення, поширення й зникнення археологічної культури дає змогу реконструювати історію племен і народів в епохах, що передують виникненню письмових джерел.

## Матеріальна культура
Термін «матеріальна культура» передбачає, по-перше, значущість всіх фізичних об'єктів середовища для народу певної культури, а по-друге, — комплекс артефактів (Технокомплекс), типових для даної соціокультури і є істотною частиною її культурної ідентичності. Люди в масі своїй ставляться до матеріальних об'єктів так, як заведено в їхній культурі, і дослідники матеріальної культури вивчають зв'язок між знайденими об'єктами і їх значенням для носіїв даної культури. У цьому сенсі матеріальна культура порівнянна з мовою, тобто вербальною культурою, і те, й те — культурні феномени. Археологи намагаються відтворити загальну культуру древніх спільнот, роблячи висновки про менш постійні культурні особливості на підставі вивчення залишків матеріальної культури.